# Martin Baltisser
Martin Baltisser, né le 9 juin 1969, est une personnalité politique suisse, membre de l'Union démocratique du centre (UDC). Il est collaborateur personnel du conseiller fédéral Guy Parmelin depuis le 1er mars 2019.

## Biographie
D'origine thurgovienne, Martin Baltisser est économiste de profession.
Il est chef de communication et secrétaire adjoint de l'UDC entre 1992 et 1995. En octobre 1996, il devient secrétaire général de l'UDC. Il quitte le poste le 1er janvier 2000 et travaille dans diverses entreprises de communication, puis rejoint en 2008 la direction de la société Farner PR[réf. nécessaire]. 
En juillet 2009, il reprend son ancien poste de secrétaire général de l'UDC. Il est condamné avec son adjointe en 2015 à une peine de 45 jours-amendes pour discrimination raciale en raison d'une affiche de l'UDC utilisée lors de la campagne à l'appui de l'initiative populaire « Contre l'immigration de masse », qui proclamait en allemand « «Kosovaren schlitzen Schweizer auf!» », ce qui peut se comprendre spécifiquement comme « Des Kosovars poignardent des Suisses » ou plus largement comme « Les Kosovars poignardent les Suisses »,,. Les versions française (« Des Kosovars poignardent un Suisse ! ») et italienne (« Dei Kosovari pugnalano uno Svizzero! ») de l'affiche étaient moins problématiques. Le jugement est confirmé en 2016 par la Cour d'appel du canton de Berne et en 2017 par le Tribunal fédéral. Martin Baltisser démissionne en 2016 pour rejoindre Robinvest, l'entreprise de conseil de Christoph Blocher, puis une autre entreprise de communication en 2018.
Le 1er mars 2019, il rejoint l'administration fédérale en intégrant l'état-major du conseiller fédéral Guy Parmelin.
Il est pendant plusieurs années membre de l'exécutif (Gemeinderat) de la commune de Bremgarten bei Bern.